# Zwijndrecht (Paesi Bassi)
Zwijndrecht  è una municipalità dei Paesi Bassi di 44 401 abitanti situata sull'isola di IJsselmonde nella provincia dell'Olanda Meridionale.